# Hicks Lokey
William Lokey  dit Hicks Lokey, (5 avril 1904, Alabama - 4 novembre 1990, Los Angeles, Californie) est un animateur américain. 

## Filmographie
- 1934 : This Little Piggie Went to Market
- 1934 : Betty Boop's Trial
- 1934 : There's Something About a Soldier
- 1934 : When My Ship Comes In
- 1935 : Taking the Blame
- 1935 : A Language All My Own
- 1935 : Judge for a Day
- 1935 : Making Stars, non crédité
- 1936 : Betty Boop and the Little King
- 1936 : Not Now
- 1936 : Betty Boop and Little Jimmy
- 1936 : You're Not Built That Way
- 1936 : Hawaiian Birds, non crédité
- 1936 : Making Friends
- 1937 : Pudgy Picks a Fight
- 1937 : Peeping Penguins
- 1937 : The New Deal Show
- 1937 : Educated Fish
- 1938 : Riding the Rails
- 1938 : Baby Kittens
- 1939 : I'm Just a Jitterbug
- 1939 : The One-Armed Bandit
- 1939 : The Bird on Nellie's Hat
- 1939 : Scrambled Eggs
- 1940 : Fantasia séquence Danse des heures
- 1941 : Dumbo